# Diablos Negros
Diablos Negros (anteriormente conocidos como ADN o Antes Diablos Negros) es una banda musical hondureña de rock en español, fundada en 1982. Sus integrantes actuales son Emilio Álvarez como bajista, Dagoberto Lozano como guitarrista, Nilo Espinal como vocalista y Carlos Cedeño como baterista.

## Historia
En 1982, Ricardo Uclés y Edgardo Zúñiga Jr. participaron como dúo en un evento musical local, llamado Oti 1983, posteriormente Emilio Álvarez y Will Carías fueron invitados a formar parte, creando así una banda que llevaría por nombre "Diablos Negros". En 1985, Richard Robles entró a la banda, reconfigurándola y convirtiéndose en un quinteto, con Robles como vocalista, lo cual le dio a Diablos Negros un estatus a nivel de bandas americanas o británicas con la potencia y la fineza de la voz de Robles.  En 1988 Will Carias deja la banda cuando decidió ir a vivir a los Estados Unidos, allí es Carlos Mendoza audiciona y se integra como nuevo baterista, sustituyendo a Carias. En 1992 la banda tiene desacuerdos adn como manejar la banda y con la rápida subida en aceptación y popularidad Edgardo Zuniga decide dejar la banda. Carlos Mendoza ofrece a la banda a un guitarrista de una banda que les habría servido de teloneros y que le llamo la atención por su forma nítida de "solear", y sabia estudiaba en la Universidad. Lo audicionaron y así Dagoberto Lozano entra en la banda sustituyendo a Zúñiga. En 1993, Richard Robles por razones personales abandona la banda. Teniendo ya contratos firmados para la gira Emilio Álvarez contacta a Marvin Corea que era vocalista de Terciopelo Negro para cubrir esos compromisos. Esto desanimo a Ricardo Ucles que ya su amigo y fundador E. Zuniga y su cantante estrella R. Robles no estaban en el grupo decide dejar labanda. Marvin es invitado a formar parte oficialmente y así quedó conformada por Marvin Corea(voces), Dago Lozano(Guitarra)Emilio Álvarez(bajo) y Carlos Mendoza (Bateria). En 1996, lanzan su primer álbum de estudio, titulado Tierra suelta Llegando a los primeros lugares a nivel nacional e incursionando en otros países como Guatemala y El Salvador, teniendo una gira que duro casi dos años, algo que ningna banda en el país había logrado. En 1998 lanzaron su segundo disco, De mil manerascon un sonido más alternativo producto de la influencia de los 90's e incorporando violines y cellos en dos temas, De Mil Maneras y No me lastimes(Original de R. Robles 1991) . En 2001, el tema No me lastimeses relanzado como parte de la banda sonora original de la película hondureña Anita, la cazadora de insectos. En 2003, la banda lanzó su tercer disco, titulado Elementos, esta vez bajo el nombre de ADN (Antes Diablos Negros) y bajo el sello discográfico de Sony Music. Posteriormente, Marvin Corea abandona la banda entre conflictos legales por los derechos de autor de las canciones que compuso, al mismo tiempo que Carlos Mendoza. En 2005, Nilo Espinal se integra como nuevo vocalista y en 2009, se integró Carlos Cedeño como baterista. En 2010 lanzaron su álbum Revolución, y en 2016, lanzaron Por los viejos tiempos. En 2018, uno de sus miembros fundadores, Ricardo Uclés falleció víctima de un asalto a mano armada, en Tegucigalpa.

## Discografía

### Álbumes de estudio

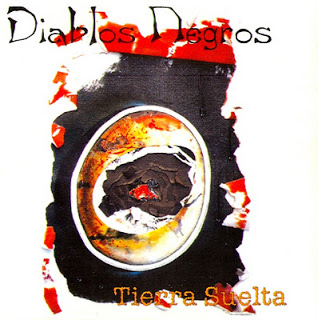
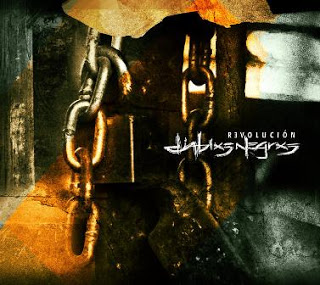
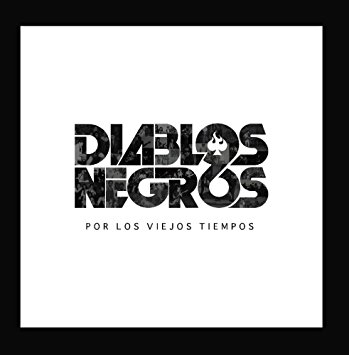

| Año  | Álbum                               | Discográfica                                    |
| ---- | ----------------------------------- | ----------------------------------------------- |
| 1996 | Tierra suelta                       | Villardita Producciones Vanguardia Producciones |
| 1998 | De mil maneras                      | Vanguardia Producciones                         |
| 2004 | Elementos                           | Sony Music                                      |
| 2010 | Revolución                          | Revolución Récords                              |
| 2016 | Por los viejos tiempos              | Vanguardia Producciones                         |
| 2020 | Diablos Negros: Unplugged (En Vivo) | Diablos Negros                                  |

### Extended plays
| Año  | Canción        |
| ---- | -------------- |
| 2015 | No me lastimes |
| 2019 | El migrante    |

## Premios
| Año  | Evento      | Categoría                      | Trabajo     | Resultado |
| ---- | ----------- | ------------------------------ | ----------- | --------- |
| 2019 | Estela 2019 | Mejor canción de Centroamérica | El migrante | Ganadora  |